# Mitologia greacă

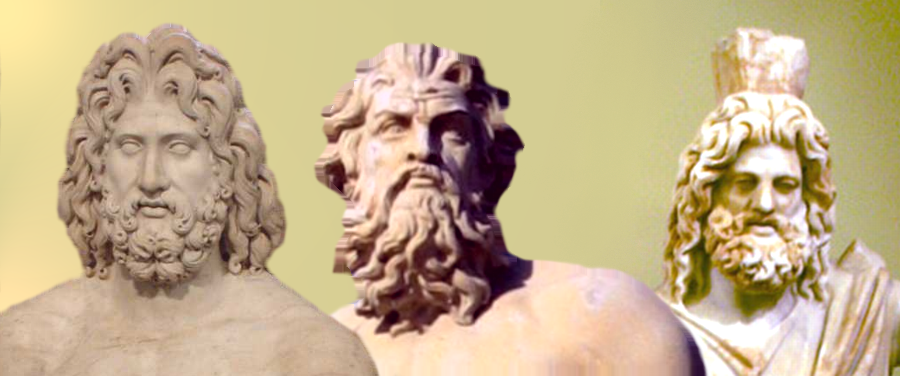
Treimea greacă și distribuția celor trei regate ale Pământului: Zeus (Cerul), Poseidon (Mări și oceane) și Hades (Infernul). Theos (zeii minori) sunt copiii acestei trinități.

Mitologia greacă este corpul de mituri relatate inițial de grecii antici. Aceste istorii se preocupă de origini și natura lumii, viețile și activitățile zeităților, eroilor și creaturilor mitologice și de originile și semnificația practicilor de cult și ritual. Specialiștii moderni studiază miturile în încercarea de a arunca lumină asupra instituțiilor religioase și politice ale Greciei antice și ale civilizației sale și de a înțelege însăși natura creării mitului.
Miturile grecești au fost inițial propagate de tradiția poetică orală, cel mai probabil de cântăreții minoici și micenieni începând cu secolul al XVIII-lea î.Hr.; miturile despre războiul troian și urmările sale au devenit parte a tradiției orale a epopeilor lui Homer, Iliada și Odiseea.  Două poeme ale lui Hesiod, aproape contemporan cu Homer, Teogonia și Munci și zile, conțin relatări despre geneza universului, succesiunea conducătorilor divini, succesiunea epocilor umane, originea suferințelor umane și originea practicilor de sacrificiu. Miturile sunt de asemenea păstrate în Imnurile Homerice, în fragmentele epopeilor din Ciclul Epic, în poemele lirice, în operele tragedianilor și ale comedianților din secolul al V-lea î.Hr., în scrierile intelectualilor și ale poeților din epoca elenistică și în textele din timpul Imperiului Roman ale unor scriitori precum Plutarh și Pausanias.
În afară de acest depozit narativ din literatura Greciei antice, reprezentările picturale ale zeilor, eroilor și episoadelor mitice înfățișate în mod vizibil în picturile de pe vase și pe decorația de ofrande votive și multe alte artefacte. Desenele geometrice de pe ceramica secolului al VIII-lea î.Hr. prezintă scene din ciclul troian, precum și aventurile lui Heracle. În perioadele arhaică, clasică și elenistică, apar scenele homerice și alte scene mitologice, completând mărturiile literale existente.
Mitologia greacă a avut o influență amplă asupra culturii, artelor și literaturii civilizației occidentale și rămâne parte a limbajului și moștenirii occidentale. Poeții și artiștii din timpurile antice până în prezent au dobândit inspirație din mitologia greacă și au descoperit relevanță și semnificație contemporană în teme.

## Prezentare
Mitologia greacă este una dintre mitologiile cele mai temeinic prelucrate poetic, astfel că dispunem aproape numai de izvoare literare și filozofice (Homer, Hesiod, Pindar, Platon, Lukian), speculații anecdotice (Ailianos), antimitografii (Euhemeros, Xenophanes), eseuri teologice (Plutarh) și rareori de informații ale istoricilor, capturate direct din tradiție (Herodot, Pausanias, Thukydides); totuși deși chiar acestea din urmă au pus în circulație informații intermediare, preluate de alții anterior, mitologia greacă este o mitologie pragmatică, adesea anecdotică, reflectând fie cruzimile sălbăticiei precivilizației arcadice, fie conflictele între ionieni și dorieni, fie chiar lipsa de scrupul în lupta de organizare a vieții primelor grupuri sociale statornice și a spațiului comercial maritim.
Mitologia greacă și-a elaborat un panteon aproape exclusiv antropomorfic, amoral, sacralizând defecte umane capitale (viclenia, adulterul, incestul, paricidul și fratricidul și în genere crima, vanitatea, trufia, lăcomia, nedreptatea).
Oratorul Isokrates (436 - 338 î.Hr.) scrie că poeții "au istorisit asemenea povești despre zei, cum nu ar cuteza nimeni să rostească nici despre dușmani; căci ei le-au reproșat zeilor nu numai răpiri, adultere și acceptare de plocoane de la oameni, ci și că s-ar fi înfruptat din carnea propriilor copii, că și-ar fi emasculat tații, că și-ar fi pus în lanțuri mamele, precum și multe alte fărădelegi născocite pe seama lor" (Asupra schimbului de bunuri, XI, 38).
Zeii greci nu sunt numai prin excelență antropomorfi, nu au numai firi omenești, dar de fapt nu dispun de atribute divine în sens major (departe de absolutul concept ulterior din filozofia greacă); în miturile timpurii, acești zei au chiar puteri limitate (mai ales în epopeile homerice); de ex. când Zeus își izgonește fiica (Thetis), îi cere: "Du-te fără ca Hera să te poată zări" (Iliada, I, 522-523); aceștia au nevoie de informatori și crainici, ca să afle despre mersul lumii; sunt supuși surprizelor și manevrați de certuri, ambiții, orgoliu, capricii, fiind impulsivi și răzbunători (deși unii "teologi" antici, ca Hesiod, au încercat să justifice aceste trăsături). Tot panteonul olimpian - lipsit de măreție -duce o viață de clan certăreț lipsit de norme morale, incestuos, excesiv în actele erotice. În ciuda faptului că hrana și băutura lor sunt, teoretic, ambrozia și nectarul, zeii Helladei mănâncă și beau din belșug vin și cărnuri, iar atunci când vizitează pe oameni, dorm, suferă de boli și, ca orice societate primitivă, ascultă muzica lui Apollon și a Muzelor numai la ospețe. Deși lacomi de sacrificii, pe care le doresc adesea în hecatombă, în mod paradoxal, ei nu suportă să vadă cadavre.
Spirit lucid, Euripides pune în gura unui personaj din tragedia Hyppolitos o afirmație dură: "Zeii ar trebui să fie mai înțelepți decât muritorii".
Miturile apar în societățile primitive când nu au nici un scop artistic în sine, fiind absorbite de cultură, ca o materie primă a ei, în etapele istorice ulterioare, de consolidare a civilizației. Ramura indoeuropeană, venind în sudul Europei, și-a adus propriile mituri arice (în primul rând cultul lui Dyaus Pitar, devenit Zeus) și a absorbit mitologiile locale (egeeană, pelasgă), ca și miturile dispersate ale unor populații mărunte, despre care nu mai știm decât ce oferă tot miturile grecești, de ex. frecvența pomenirii traiului troglodit al arcadienilor. Probabil de acolo și persistența până într-o anumită epocă a sacrificiilor umane, ca și a fetișismului (zeii înșeși au fetișuri); de asemeni, supraviețuirea animismului, în nenumăratele Nimfe, Dryade, Hamadryade, Naiade, Oceanide ș.a. Erau stăruitoare și tradițiile totemice, aduse din fondul aric comun sau împrumutate de la populațiile locale: Hera era uneori simbolizată de o vacă (Homer o numea "cea cu ochi de vacă"); Zeus era uneori taur, doica sa Amaltheia era capră, Atena era bufniță, iar Apollon lup; tribul mirmidonilor avea ca strămoș totemic furnics (myrmex), iar imaginile culturale cretene trădează și ele o amplă zoolatrie, provenită din totemuri.
Lumea mitologiei grecești este complexă: monștri, războaie, intrigi și zei indiscreți sunt numeroși, iar genealogia lor se încrucișează deseori.
Este important de reținut că grecii antici amestecau evenimentele din mitologia lor cu cele din istorie. De asemenea Iliada și Odiseea sunt considerate istorice.

## Personajele mitologiei grecești

### Cei doisprezece zei din Olimp
- Ares - zeul războiului
- Afrodita - zeița frumuseții și a iubirii
- Artemis - zeița vânătorii
- Apollo - zeul zilei, al luminii și al artelor, al profeției, protector al poeziei și al muzicii, conducătorul corului muzelor
- Atena - zeița înțelepciunii
- Demetra - zeița agriculturii
- Dionysos - zeul vegetației, al pomiculturii, al vinului, al extazului și fertilității
- Hera - zeița supremă, fiica lui Cronos și a Rheei, sora lui Zeus, Poseidon și Hades
- Hephaistos - zeul focului, al metalelor și al metalurgiei, al fierarilor, sculptorilor și artizanilor
- Hermes - zeul comerțului, zborului și al hoților
- Poseidon - zeul mării
- Zeus - zeul suprem, cel mai mic dintre fii lui Cronos și ai Rheei. Frații lui sunt Poseidon, zeul apelor, și Hades, zeul lumii subterane.

### Alte divinități
- Aether
- Atlas
- Ceto
- Charon
- Ciclopii
- Epimethee
- Erebos
- Eris, zeița discordiei
- Eros
- Eos
- Geea, mama celor 12 titani (6 baieti: Coeus, Crius, Cronos, Hyperion, Iapetus, Oceanus si 6 fete: Mnemosyne, Phoebe, Rhea, Theia, Themis și Thetys) dar si a hecatonchirilor și a ciclopilor.
- Giganții
- Gorgonele
  - Medusa
  - Hestiaprimul copil al lui Cronos și al Rheei.
  - Stheno
  - Euryale
- Grațiile
- Hades
- Haos (numit și Chaos)
- Hebe
- Hecate
- Helios
- Illythia
- Morfeu
- Muzele
  - Clio
  - Euterpe
  - Thalia
  - Melpomene
  - Terpsichore
  - Erato
  - Polyhymnia
- Nereus
- Nike
- Nimfele
  - Amfitrita
  - Calypso
  - Dryadele
  - Nereidele
- Nyx
- Oceanus
- Pan
- Persefona
- Phorcys
- Pontus
- Prometeu
- Proteu
- Selene
- Thanatos, zeul morții
- Thaumas
- Titanii
  - Coeus
  - Crius
  - Cronos
  - Oceanus
  - Iapetus
  - Hyperion
- Titanidele
  - Mnemosyne
  - Phoebe
  - Rhea, soția lui Cronos. Este mama zeului suprem, Zeus
  - Tethys
  - Theia
  - Themis
- Ursitoare (Moirae)
  - Atropos
  - Clothos
  - Lachesis

## Mituri și motive
- Uranus și Geea (mitul genezei lumii)
- Cele douăsprezece munci ale lui Heracles
- Prometeu - creatorul oamenilor (mitul creației omului)
  - Pedepsirea lui Prometeu (motivul pedepsei supreme)
- Călcâiul lui Ahile (motivul punctului slab)
- Firul Ariadnei (motivul labirintic)

## Motive în arta și literatura occidentală

Nașterea lui Venus (c. 1485–1486 de Boticelii, ulei pe pânză, Uffizi, Florența)—o Venus Pudica renăscută pentru o nouă viziune asupra Antichității păgâne.

Adoptarea pe scară largă a creștinismului n-a oprit popularitatea miturilor. Odată cu redescoperirea antichității clasice în Renaștere, poezia lui Ovidiu a devenit o influență majoră asupra imaginației poeților, dramaturgilor, muzicienilor și artiștilor. Din primii ani ai Renașterii, artiști ca Leonardo da Vinci, Michelangelo și Rafael, au înfățișat subiecte păgâne ale mitologiei grecești alături de mai convenționale teme creștine. Prin intermediu latin și lucrările lui Ovidiu, mitul grecesc i-a influențat pe poeți medievali și renascentiști precum Petrarca, Boccaccio și Dante în Italia.

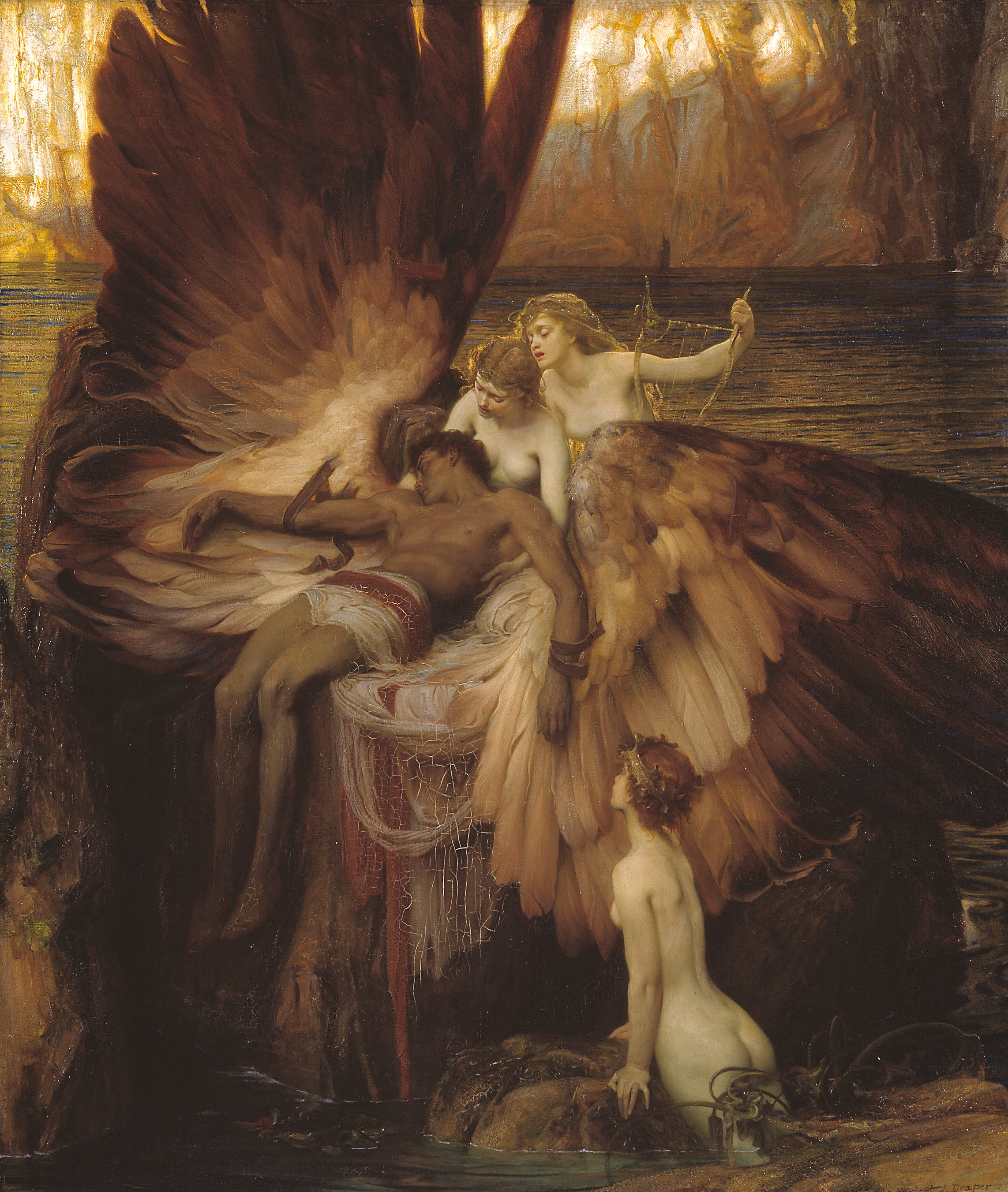
Plângerea lui Icar (1898) de Herbert James Draper

În Europa de Nord, mitologia greacă niciodată n-a avut aceeași influență asupra artelor vizuale, dar efectul său a fost foarte evident în literatură. Imaginația engleză a fost aprinsă de mitologia greacă începând cu Chaucer și John Milton și continuând prin Shakespeare până la Robert Bridges în secolul 20. Racine în Franța și Goethe în Germania au reînviat drama greacă, prelucrând miturile antice. Deși în timpul iluminismului secolului al XVIII-lea reacția împotriva mitului grec s-a răspândit de-a lungul Europei, miturile au continuat să furnizeze o sursă importantă de material brut pentru dramaturgi, inclusiv cei care scriau librete pentru multe din operele lui Handel și Mozart.
Spre sfârșitul secolului 18, romantismul a inițiat un val de entuziasm pentru tot ce este grec. În Britania, noi traduceri ale tragediilor grecești și ale lui Homer i-au inspirat pe poeții (precum Alfred Lord Tennyson, Keats, Byron și Shelley) și pictorii contemporani (precum Lord Leighton și Lawrence Alma-Tadema). Christoph Gluck, Richard Strauss, Jacques Offenbach și mulți alții au stabilit teme mitologice în muzică. Autori americani ai secolului 19, precum Thomas Bulfinch și Nathaniel Hawthorne, considerau că studiul miturilor clasice este esențial pentru înțelegerea literaturii engleze și americane. În timpurile mai recente, teme clasice au fost reinterpretate de dramaturgii Jean Anouilh, Jean Cocteau și Jean Giraudoux în Franța, Eugene O'Neill în America, și T. S. Eliot în Britania și de romancieri ca James Joyce și André Gide.